# Никольск (Гомельский район)
Никольск (бел. Міко́льск) — посёлок в Тереничском сельсовете Гомельского района Гомельской области Республики Беларусь.
На востоке граничит с лесом.

## География

### Расположение
В 8 км от железнодорожной станции Прибор (на линии Калинковичи — Гомель), 18 км на запад от Гомеля.

### Гидрография
На реке Уза (приток реки Сож); на севере мелиоративные каналы.

## Транспортная сеть
Застройка деревянная усадебного типа.

## История
Основан в начале XX века переселенцами из соседних деревень. Наиболее активная застройка приходится на 1920-е годы. В 1926 году в Уваровичском районе Гомельского округа. В 1930 году жители вступили в колхоз. Во время Великой Отечественной войны в сентябре 1943 года немецкие оккупанты сожгли посёлок и убили 2 жителя. 6 жителей погибли на фронте. В 1959 году в составе колхоза «Красная площадь» (центр — деревня Телеши).
До 1 августа 2008 года в составе Телешевского сельсовета.

## Население

### Численность
- 2004 год — 6 хозяйств, 9 жителей.

### Динамика
- 1926 год — 23 двора, 120 жителей.
- 1940 год — 27 дворов, 145 жителей.
- 1959 год — 67 жителей (согласно переписи).
- 2004 год — 6 хозяйств, 9 жителей.